# مايكل هاتشينسون (دراج)
مايكل هاتشينسون (بالإنجليزية: Michael Hutchinson)‏ (و. 1973  م) هو راكب دراجة هوائية، وصحفي بريطاني، ولد في بلفاست، شارك في دورة ألعاب الكومنولث 2010، ودورة ألعاب الكومنولث 2006.

## التعليم
تعلم في Fitzwilliam College, Cambridge ‏
.

## روابط خارجية
- مايكل هاتشينسون على موقع أرشيف الدراجات (الإنجليزية)
- مايكل هاتشينسون على موقع إحصائيات الدراجات الإحترافية (الإنجليزية)
- مايكل هاتشينسون على موقع نسبة الدراجات (الإنجليزية)
- مايكل هاتشينسون على موقع دورة ألعاب الكومنولث 2006 (مؤرشف) (الإنجليزية)